# 帆足隼太郎

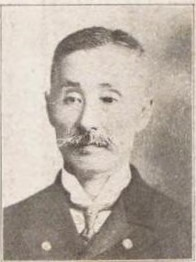
帆足隼太郎

帆足 隼太郎（ほあし しゅんたろう/じゅんたろう、1850年11月13日（嘉永3年10月10日） - 1923年（大正12年）8月16日）は、日本の政治家、衆議院議員（2期）。

## 経歴
長崎県出身。普通学を学ぶ。長崎県会議員、同常置委員、同参事会員、同議長ほか、長崎県農工銀行頭取となる。
1903年の第8回衆議院議員総選挙において長崎県郡部から立憲政友会公認で立候補して当選した。1904年の第9回衆議院議員総選挙と1908年の第10回衆議院議員総選挙は不出馬。1912年の第11回衆議院議員総選挙で復帰した。衆議院議員を2期務め、1915年の第12回衆議院議員総選挙には出馬しなかった。1923年に死去した。